# Дэвлет, Марианна Арташировна
Мариа́нна Арташи́ровна Дэвле́т (13 июня 1933 — 10 июля 2021) — советский и российский археолог, ведущий научный сотрудник Отдела бронзового века Институте археологии РАН, доктор исторических наук, лауреат премии имени И. Е. Забелина (2012).

## Биография
Родилась 13 июня 1933 года в городе Ветлуге Горьковской (Нижегородской) области.
В 1957 году — окончила исторический факультет МГУ.
С 1957 по 1962 годы — работала в НИИ музееведения (м.н.с.).
В 1966 году — окончила аспирантуру, защитив кандидатскую диссертацию, тема: «Племена бассейна среднего Енисея в раннем железном веке» (научный руководитель Н. Я. Мерперт).
С 1966 года — работает в Институте археологии РАН (м.н.с., с.н.с., в.н.с.).
В 1983 году — защищена докторская диссертация, тема: «Петроглифы Енисея».
Дочь — Е. Г. Дэвлет — российский археолог, сотрудник Института археологии РАН, профессор РГГУ, лауреат премии имени И. Е. Забелина (2012).
Прощание с М. А. Дэвлет состоялось 14 июля 2021 года в прощальном зале Николо-Архангельского (государственного) крематория.

## Научная и общественная деятельность
Научные интересы: археология Южной Сибири и Центральной Азии, наскальные изображения, историография.
Научно-организационная деятельность: инициатор и организатор Всесоюзной конференции по наскальному искусству (Москва, 1990 г.).
Принимала участие в экспедициях с 1953 по 1990 годы (центральные и западные районы России, Кавказ, Средняя Азия, Сибирь).
С 1969 по 1973 годы — начальник Тоджинской экспедиции в Туве, с 1974—1990 годы — начальник отряда по изучению петроглифов Саяно-Тувинской экспедиции.
Членство в научных организациях: член-корреспондент Международного комитета по наскальному искусству при ICOMOS; действительный член Советского комитета ИКОМОС (Международный совет по вопросам памятников и достопримечательных мест).
Автор более 280 научных публикаций.
Монографии
- Большая Боярская писаница. М., 1976;
- Петроглифы Улуг-Хема. М., 1976;
- Петроглифы Мугур-Саргола. М., 1980;
- Сибирские поясные ажурные пластины II в. до н. э. — I в. н. э. М., 1980 (Археология СССР. Свод археологических источников. Вып. Д 4-7);
- Петроглифы на кочевой тропе. М., 1982;
- Листы каменной книги Улуг-Хема. Кызыл, 1990;
- Петроглифы Енисея. История изучения (XVIII — начало XX вв.) М., 1996;
- Петроглифы на дне Саянского моря (гора Алды-Мозага). М., 1998;
- Александр Васильевич Адрианов (к 150-летию со дня рождения). Кемерово, 2004;
- Каменный «компас» в Саянском каньоне Енисея. М., 2004;
- Мифы в камне: мир наскального искусства России. М., 2005 (в соавт. с Е. Г. Дэвлет);
- Мозага-Комужап — памятник наскального искусства в зоне затопления Саянской ГЭС. М., 2009;
- Сокровища наскального искусства Северной и Центральной Азии. М.: ИА РАН, 2011 (в соавт. с Е. Г. Дэвлет)

## Награды
- Премия имени И. Е. Забелина (совместно с Е. Г. Дэвлет, за 2012 год) — за монографию «Мифы в камне: Мир наскального искусства России»
- Заслуженный деятель науки Республики Тыва (2008)[2]